# أن 124
أنتونوف أن-124 (بالأوكرانية:"Антонов Ан-124 Руслан"، لقب تعريف الناتو: "Condor") كانت أكبر طائرة في العالم حتى تصنيع الطائرة أنتونوف أن-225. خلال فترة التصنيع عرفت في الغرب باسمين هما «أنتونوف 400»، و «أنتونوف 40». حلقت لأول مرة عام 1982، وحصلت على شهادة الطيران المدني من "CIS Interstate Aviation Committee" في 30 ديسمبر 1992. أكثر من أربعين الآن في الخدمة في كل من روسيا، وأوكرانيا، والإمارات العربية المتحدة، وليبيا.

## التصميم والتطوير
في البداية صنعت الطائرة أنتونوف أن-124 خلال خطين تصنيع متوازيان بواسطة كل من الشركة الروسية آفييستار إس بي، والأوكرانيه آفييانت. أنتج العديد منها حتى تفكك الاتحاد السوفيتي وبعد الانهيار توقف التصنيع، ولكن كان هناك 5 طائرات غير مكتملة. اكتملت واحدة من الخمسة عام 2001، وواحدة أخرى عام 2002، ثم ثلاثة في عام 2004.
مؤخرا إتفقتا الجارتان الروسية والأوكرانية على بدأ التصنيع من جديد في الربع الثالث من عام 2008.
ظاهريا الطائرة أنتونوف إيه إن - 124 تشبه الطائرة الأمريكية سي 5 جلاكسي إلا أن الأنتونوف أن-124 تتمتع بـ 25% حجم أكبر في منطقة البدن والتحميل. فقد استخدمت الأنتونوف أن-124 في نقل جرارات القطارات واليخوت وبدون الطائرات الأخرى والعديد من الشحنات الضخمة الأخرى. فهي قادرة على الركوع أو تقليل ارتفاع مقدمتها لكى تجعل التحميل أسهل. النسخة العسكرية من الطائرة أنتونوف أن-124 قادرة على حمل 150 طن من البضائع بجانب 88 راكب إلا أنها نادرا ما حملت مظليين.
في التصميم الأول العسكري للطائرة كان عمر الطائرة أنتونوف أن-124 هو 7500 ساعة طيران وبالإمكان زيادتها. مع ذلك فقد حلق معظم الطائرات ما يتعدى 15,000 ساعة طيران.

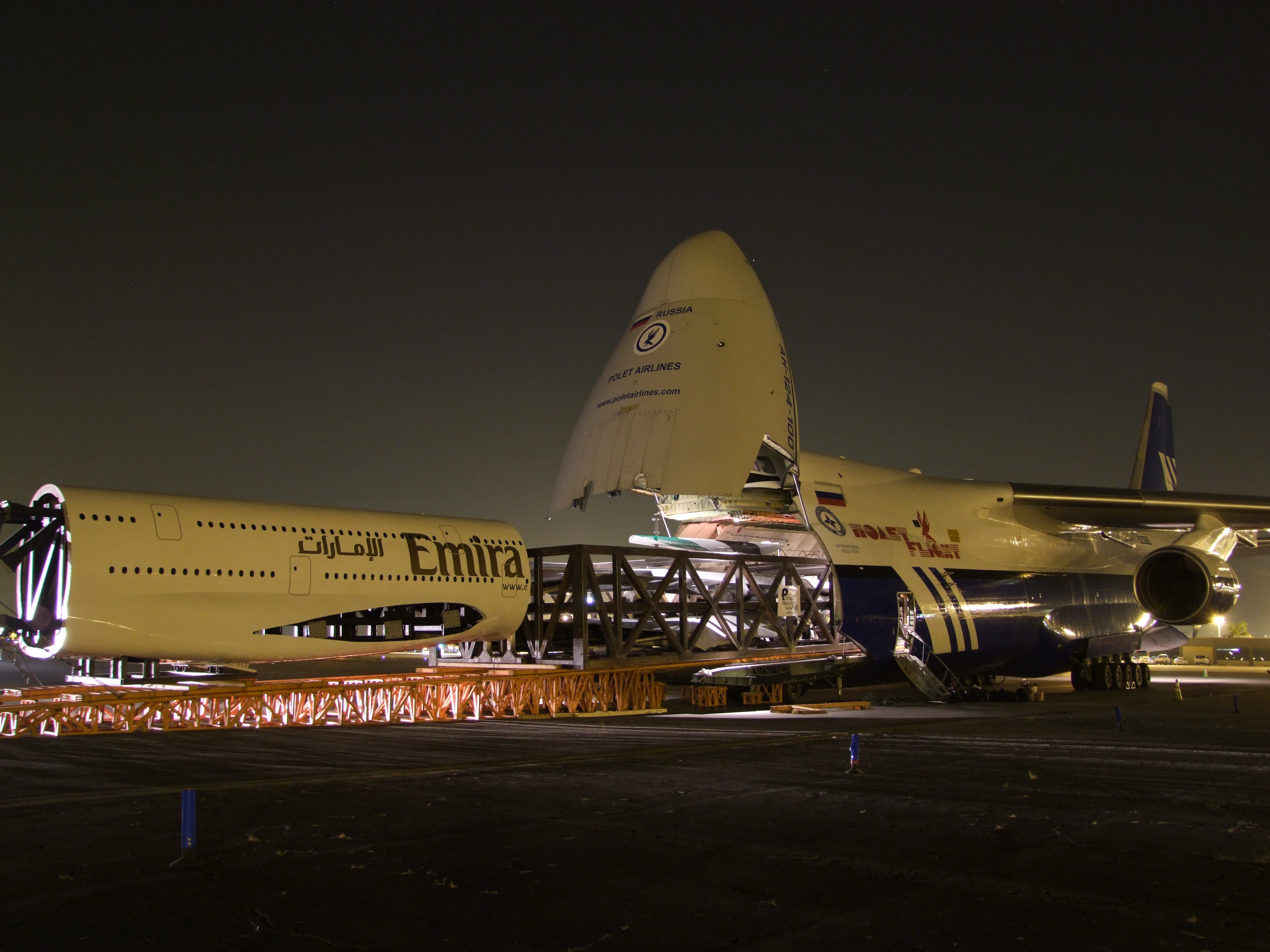
الطائرة أنتونوف أن-124 التابعة لخطوط طيران بولت وهي تبلع بدن الطائرة إيرباص إيه 380 التابعة لطيران الإمارات.

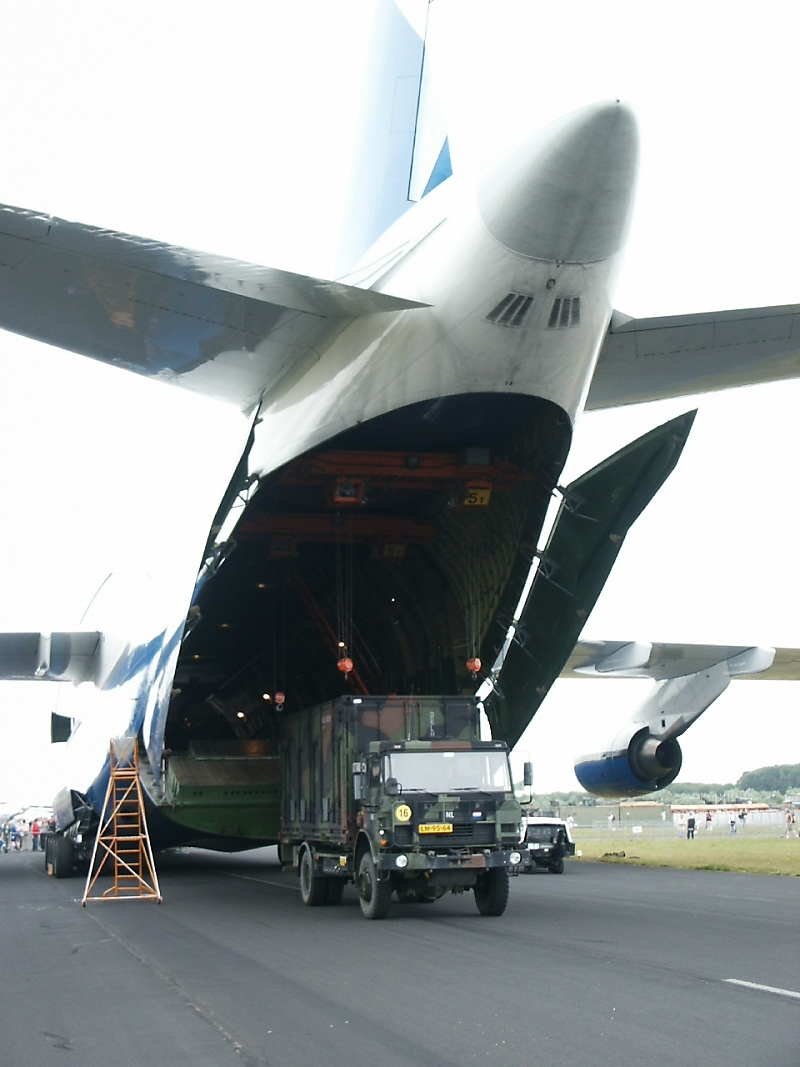
حاوية وهي تدخل في بطن الطائرة أنتونوف 124.

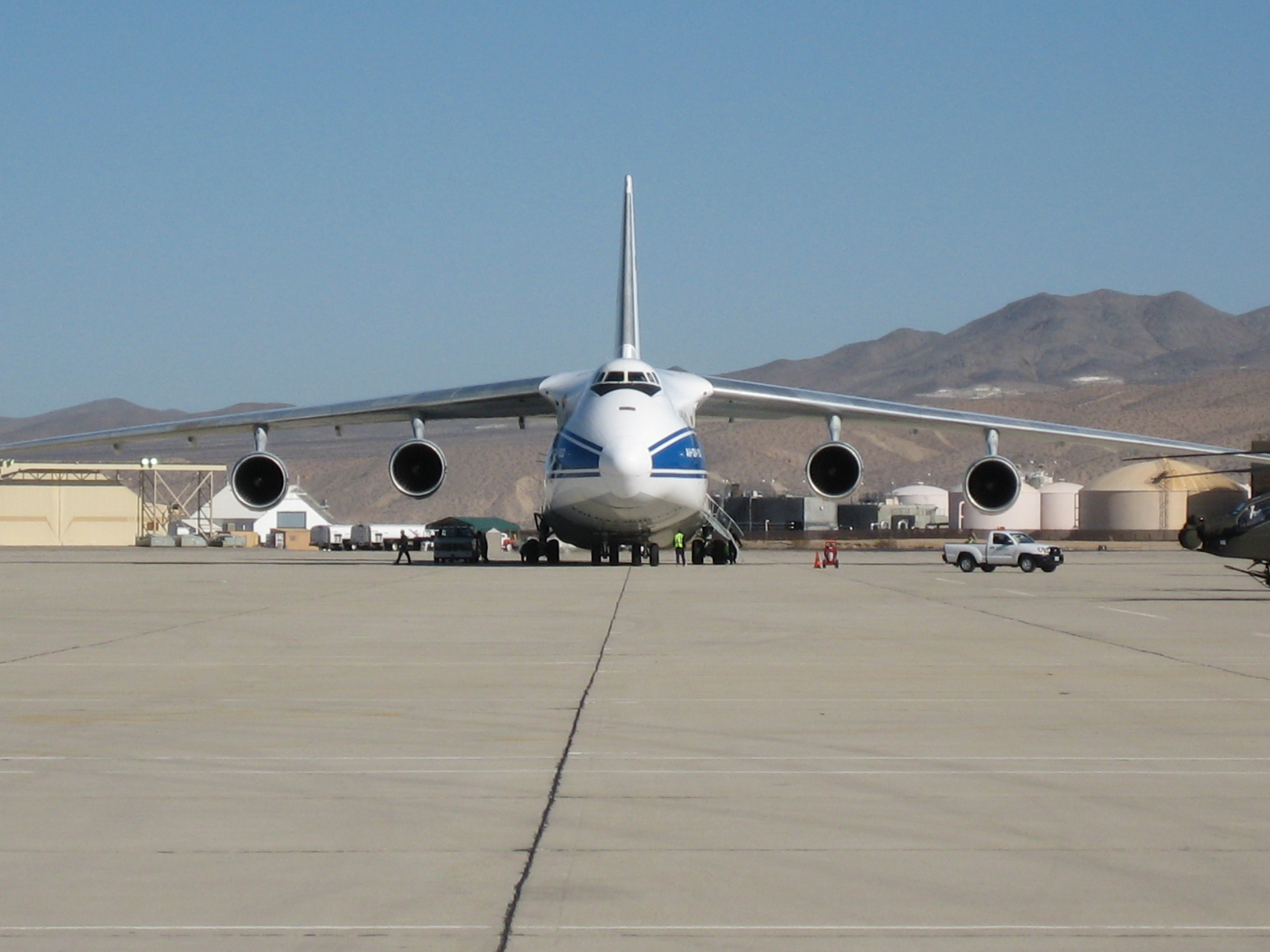
الطائرة أنتونوف أن-124 في قاعدة عسكرية جوية في فيكتورفيلي.

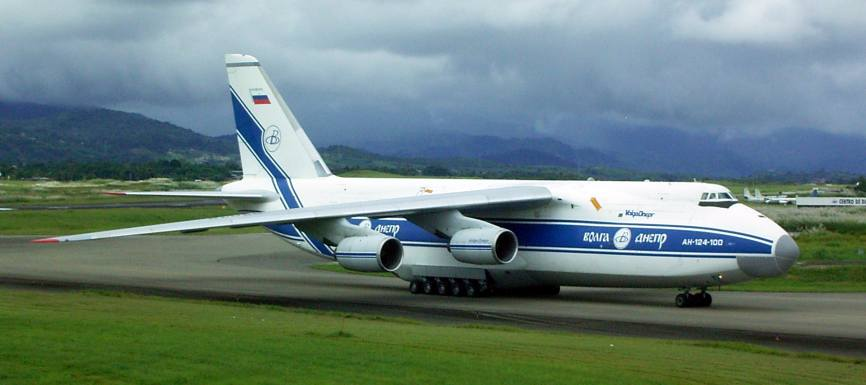
الطائرة أنتونوف أن-124 تابعة لخطوط طيران فولجا دنيبر.

فصممت الطرازات من بعد عام 2000 أن-124-100 (An-124-100) لزيادة العمر الإفتراضى إلى 24,000 ساعة طيران، والطرازات القديمة جددت لتصل لذلك العدد من ساعات الطيران. والآن وصل عدد ساعات الطيران إلى 40,000 ساعة في الطراز الحديث أن-124-100 إم-150 (АN-124-100М-150).
في معرض برلين الجوى (مايو 2008) تم الإعلان عن الاتفاق بين روسياو أوكرانيا على بناء الطراز الجديد من الطائرة وهو أن-124-150 (An-124-150). بالطراز الجديد العديد من التعديلات حيث سيصل قدرتها التحميليه إلى 150 طن.

## تاريخ الخدمة
- قامت ألمانيا برفع كفائة الطائرة حتى تصل لمتطلبات الحصول على رخصة الناتو كطائرة شحن إستراتيجية. خدمت لدى سلاح الجو الألماني حتى وصول إيرباص A400M ثم تم الاستغناء عنها.
- خطوط طيران فولجا دنيبر الروسية إتفقت مع بوينغ على نقل أجزاء طايراتها العملاقة إلى قاعدتها في إيفيرت. فنقلت الطائرة أنتونوف 124 محركات نفاثة من نوع (General Electric GE90) التي تستخدم في الطائرة بوينغ 777.
- لوكهيد مارتن استأجرت الطائرة أنتونوف 124 في نقل مركبة الإطلاق «أتلاس في» من دنفر إلى كاب كنافيرال كاتاهما في الولايات المتحدة. تطلب نقل المركبة رحلتان.
- استعانت شركة رولس رويس بالطائرة أنتونوف 124 في نقل محركات من نوع (Trent) من وإلى مصانعها حول العالم.
- إيرباص اختارت شركة روسية أخرى وهي خطوط طيران بوليت لنقل معدات شركتها القرينة إي.‌أي‌.دي.‌أس حيث أنها كانت تنقل نفس المعدات على عددة رحلات أما باستخدام الطائرة أنتونوف 124 قامت بنقلها على رحلة واحدة.

### تواريخ هامة
- في مايو 1987 سجلت الطائرة أنتونوف أن-124 رقمًا قياسيًّا عالميًّا جديدًا عندما حلقت لمسافة 20,151 كيلومتر من غير إعادة ملء وقود. استغرقت الرحلة 25 ساعة و 30 دقيقة، والوزن عند الإقلاع كان 455,000 كجم. الرقم القياسي السابق كان باسم القاذفة بي 52.
- في يوليو 1985 حلقت الطائرة بحمولة مقدارها 171,219 كجم على ارتفاع 10,750 متر.
- نقلت الطائرة أنتونوف إيه إن - 124 مسلة أكسوم مرة أخرى إلى موطنها الأصلي بأثيوبيا. نقلت المسلة على 3 مراحل، كل مرحله تزن 160 طن وطولها 24 متر. تم تعديل مهبط الطيران في أكسوم ليستقبل طائرة ضخمة مثل الأنتونوف 124.
- في 4 يوليو 2001 أستخدمت الطائرة أنتونوف أن-124 في نقل المعدات الإلكترونية الذكية من جزيرة هانان بالصين خلال حادثة الطائرة الأمريكية بالصين.
- في بونيو 1994 نقلت الطائرة أنتونوف أن-124 جرار قطار يزن 109 طن من كندا إلى أيرلندا.
- نقلت الطائرة أنتونوف أن-124 التابعة لخطوط طيران فولجا دنيبر حوت من نيس بفرنسا إلى اليابان، وفيل من موسكو إلى تيوان.
- نقلت الطائرة أنتونوف أن-124 أجزاء من مفاعل نووى زنة 85 طن إلى محطة ثرى ميل أيسلند النووية في بنسيلفانيا.
- في يناير 2008 نقل الطائرة أنتونوف أن-124 التابعة لخطوط طيران أنتونوف أسلحة، وعداد، ومياه، ومواد طبية، وسيارات عسكرية إلى القوات المسلحة الأيرلنديه في تشاد.
- نقلت الطائرة أنتونوف أن-124 التابعة لخطوط طيران أنتونوف في إبريل 2008 طائرات بي سي 21 التدريبية إلى قاعدة بايريس الجوية التابعة للقوات الجوية الملكية الأسترالية كجزء من برنامج مع القوات الجوية السنغافورية.

### تاريخ الحوادث
4 حوادث طيران رئيسية حدثت في تاريخ الأنتونوف أن-124 وذلك حتى عام 2007، مسجلة إجمالي 97 وفيات:
- في 13 أكتوبر 1992 تحطمت الطائرة (رقم تسجيلها:CCCP-82002) التابعة لخطوط طيران أنتونوف في كييف، أوكرانيا خلال تجربة طيران، الوفيات ثمانية.
- في 15 نوفمبر 1993 تحطمت الطائرة (رقم تسجيلها:RA-82071) التابعة لخطوط طيران أفياستار بجبل على ارتفاع 11,000 بقرب كرمان، إيران. الوفيات 17.
- في 8 أكتوبر 1996 دمرت الطائرة (رقم تسجيلها:RA-82069) مملوكة لشركة آيرفلو ولكن تعمل لدى شركة آجاكس (كلتاهما روسيتان) في «سان فرانسيسكو أل كامبو»، إيطاليا. الوفيات أربعة.
- في 5 ديسمبر 1997 سقطت الطائرة (رقم تسجيلها:RA-82005) التابعة للقوات الجوية الروسية في منطقة سكنية بعد عملية الإقلاع في إيركوتسك، روسيا. الوفيات 68.

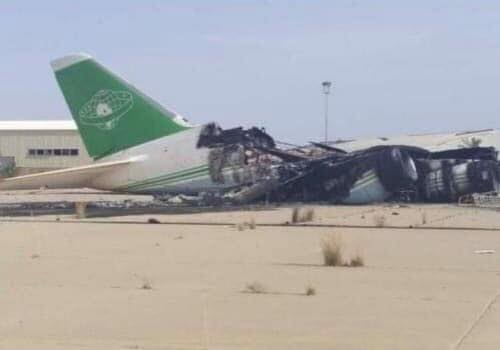
صورة لطائرة الشحن انطونوف 124 الليبية مدمرة في مطار طرابلس اثر الاشتباكات جنوب طرابلس في شهر يونيو الجاري.

- صورة لطائرة الشحن انطونوف 124 الليبية مدمرة في مطار طرابلس اثر الاشتباكات جنوب طرابلس في شهر يونيو الجاري .في 20 يونيو 2019 تم تدمير طائرة الانطونوف الليبية وهي رابضة في مطار طرابلس الدولي اثناء الاشتباكات الاخيرة في جنوب طرابلس.

## طرازات

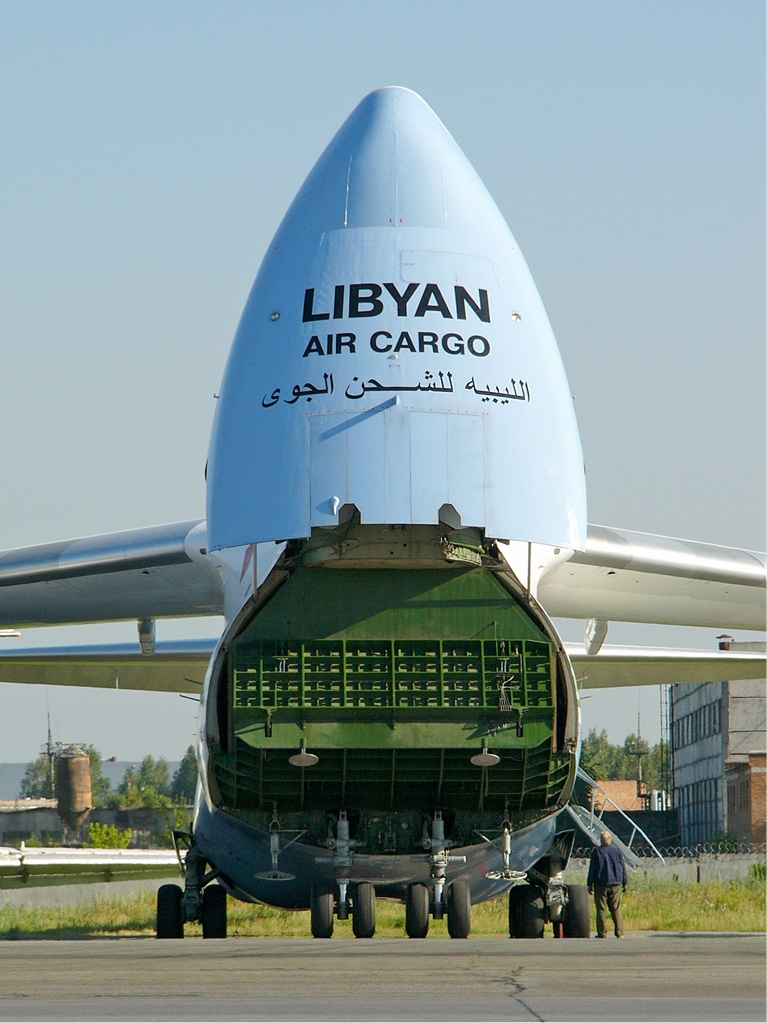
الليبية للشحن الجوي

- أن-124 روسلان (An-124 Ruslan): طائرة شحن إستراتيجى.
- أن-124-100 (An-124-100): طائرة نقل تجارية.
- أن-124-100 إم-150 (An-124-100M-150): طائرة نقل تجارية مزودة بإلكترونيات طيران غربية.
- أن-123-102 (An-124-102): طائرة نقل تجارى مزودة بنظام (EFIS) على ظهرها.
- أن-124-130 (An-124-130): طراز مقترح.
- أن-124-150 (An-124-150): طراز جديد به العديد من التغيرات منها أن سيصل القدرة التحميليه إلى 150 طن.
- أن-124-200 (An-124-200): طراز مقترح بمحركات (General Electric CF6-80C2) يعطى كل واحد قوة دفع 263 كيلو نيوتن.
- أن-124-210 (An-124-210): طراز مقترح مه شركة آير فويل حتى يصلوا للمواصفات البريطانية في طائرات الشحن الإستراتيجى قصيرة المدى. زودت بمحركات رولز رويس أر بي 211-524اتش-تي يعطى الواحد قوة دفع 264 كيلو نيوتن. زودت أيضا بإلكترونيات طيران من إنتاج هونيوال.

## المستخدمون

### عسكريون

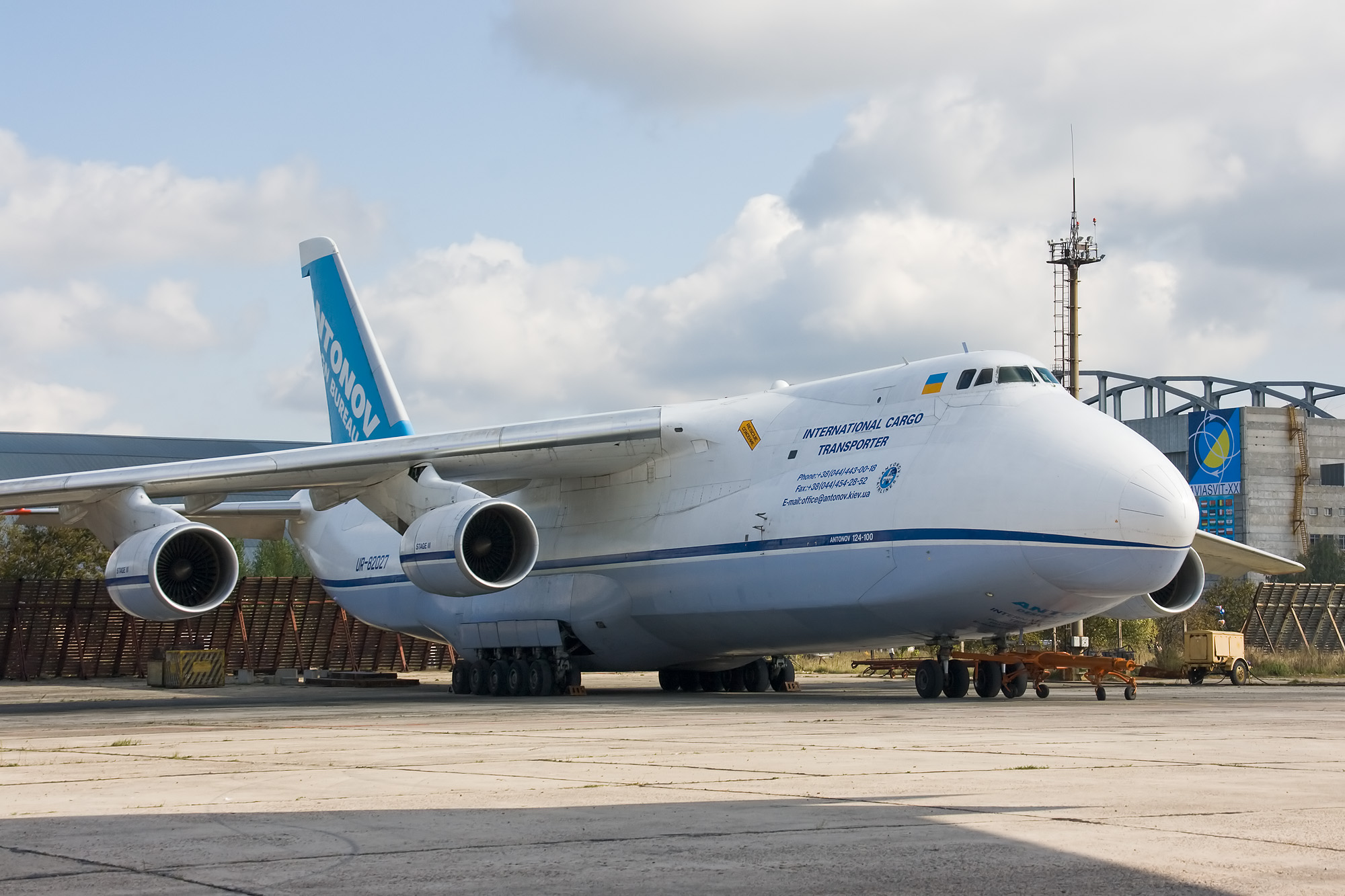
الطائرة أنتونوف إيه إن - 124 تابعة تابعة لخطوط طيران أنتونوف.

- روسيا.
  - القوات الجوية الروسية.
- الاتحاد السوفيتي.
  - القوات الجوية السوفيتية.
- أوكرانيا.
  - القوات الجوية الأوكرانية.

### مدنيون
في أغسطس 2006 وصل إجمالي 26 طائرة أنتونوف أن-124 تخدم في شركات طيران، وعشرة آخرين تحت عملية التصنيع.
- ليبيا

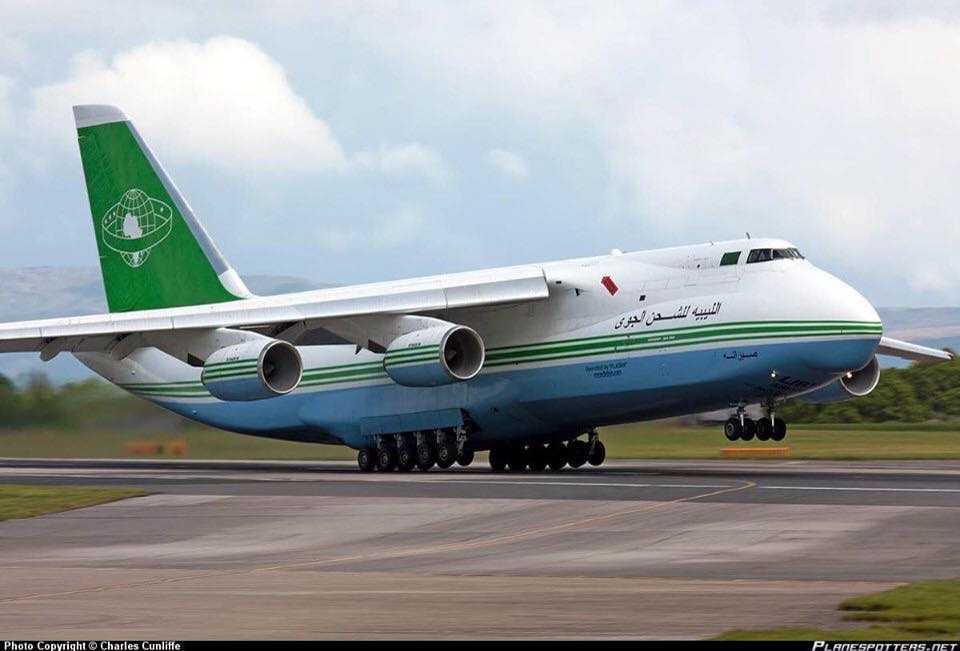
طائرة الشحن من طراز انطونوف 124-100 تابعة لشركة الشحن الجوي الليبي اثناء الاقلاع ..

  - طائرة الشحن من طراز انطونوف 124-100 تابعة لشركة الشحن الجوي الليبي اثناء الاقلاع ..الشركة الليبية العربية للشحن الجوي (لديها طائرتان)..احداهما دمرت يوم 20يونيو 2019 اثناء الاشتباكات في جنوب العاصمة والاخرى مازالت متوقفة في دولة اوكرانيا منذ سنة 2011 بسبب الحرب الاهلية الأولى وكانت قد ذهبت للصيانة والتطوير..
- روسيا
  - خطوط طيران فولجا دنيبر (10 في الخدمة، 5 تحت التصنيع).
  - خطوط طيران بوليت (8 في الخدمة، 5 تحت التصنيع).
- أوكرانيا
  - خطوط طيران أنتونوف (7 في الخدمة).
- الإمارات العربية المتحدة
  - شركة ماكسيمام للشحن الجوي (واحدة فقط).

### سابقون
- روسيا
  - إيروفلوت.
  - آجاكس.
- الاتحاد السوفيتي
  - خطوط طيران آيروفلوت السوفيتية
- المملكة المتحدة
  - آير فويل (بالاشتراك مع خطوط طيران أنتونوف).
  - خطوط طيران الشحن الثقيل (بالاشتراك مع خطوط طيران فولجا دنيبر).
  - أنتونوف آر تراك.
  - تيتان كارجو.
  - ترانس شاتر تيتان كارجو.

## المواصفات

### الصفات العامة
- الطاقم: 6.
- القدرة الاستيعابية: 88 راكب، 150,000 كجم.
- الطول: 68.96 متر.
- المسافة بين الجناحين: 73.3 متر.
- الارتفاع: 20.78 متر.
- مساحة الأجنحة: 628 متر².
- الوزن فارغة: 175,000 كجم.
- الوزن محملة: 230,000 كجم.
- أقصى وزن محملة: 405,000 كجم.
- المحرك: 4 محركات من نوع (إيفتشينكو بروغرس D-18) يعطي قوة دفع 229.5 كيلو نيوتن.

### الأداء
- السرعة القصوى: 865 كيلومتر/ساعة.

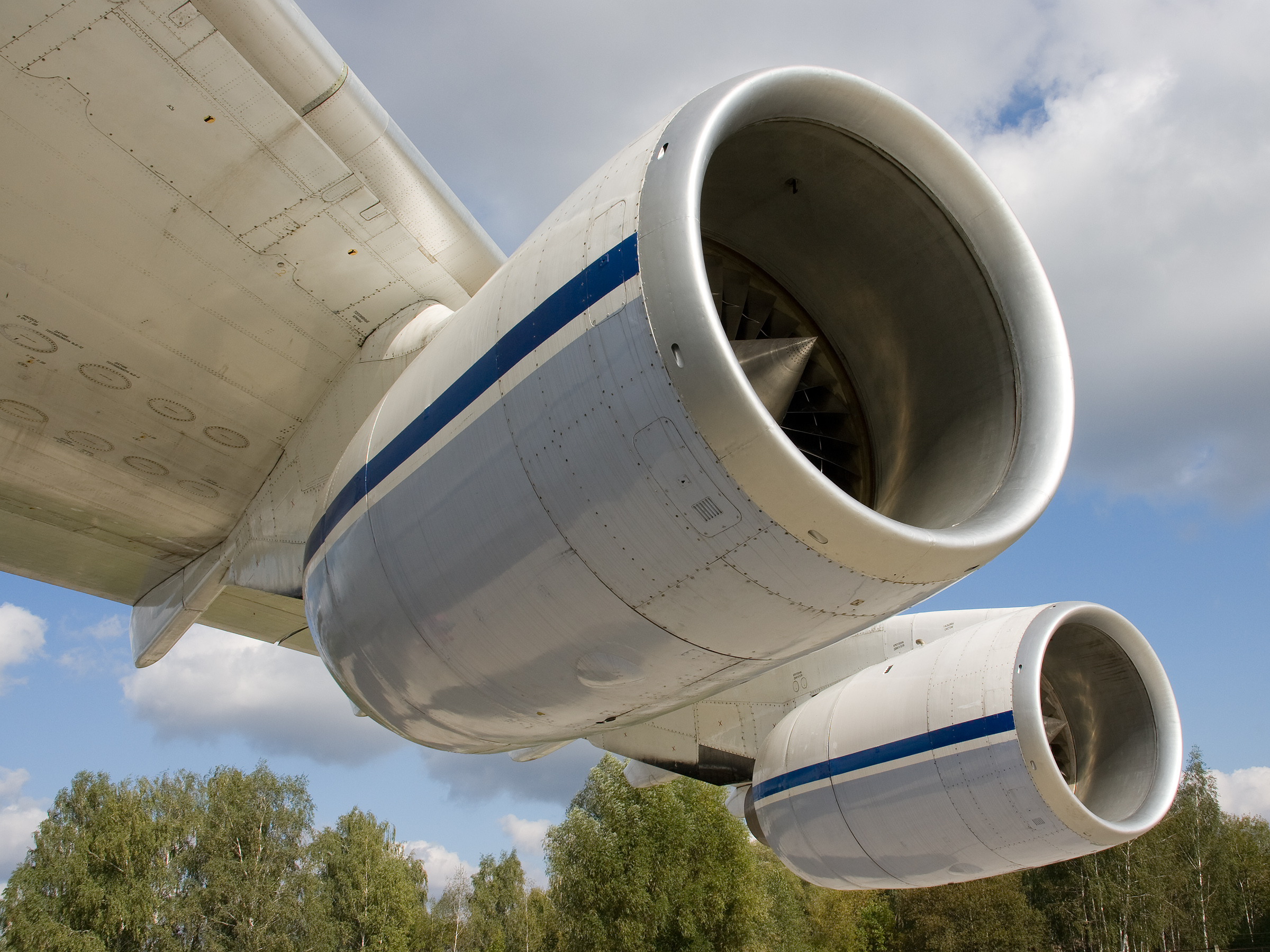
محركان Invchenko Progress D-18T.

- سرعة العبور: 800-850 كيلومتر/ساعة.
- المدى: 5,400 كيلومتر.
- أقصى ارتفاع: 12,000 متر.
- الحمل على الأجنحة: 365 كيلوجرام/متر².
- النسبة دفع-وزن: 0.41

### طائرات مناظرة
- إيرباص إيه 380.
- إيرباص بولقا.
- بوينغ 747-400 إل سي إف.

## وصلات خارجية
الوصلات جميعها باللغة الإنجليزية.
- الموقع الرسمى للطائرة أنتونوف أن-124.
- "Aviastar-SP" منتج الطائرة أنتونوف أن-124 في روسيا.
- "Aviant" منتج الطائرة أنتونوف أن-124 في أوكرانيا.